# Tomoji Tanabe
Tomoji Tanabe (jap. 田鍋友時 Tanabe Tomoji; ur. 18 września 1895 w Miyakonojō, prefektura Miyazaki, zm. 19 czerwca 2009 tamże) – Japończyk znany z długowieczności. Według badaczy z ośrodka Gerontology Research Group oraz ekspertów Księgi Rekordów Guinnessa od 24 stycznia 2007 do 19 czerwca 2009 był najstarszym żyjącym mężczyzną na świecie. Znalazł się w chwili śmierci na 91. miejscu na liście najdłużej żyjących ludzi oraz na 10. spośród najdłużej żyjących mężczyzn w historii, których datę urodzenia odpowiednio zweryfikowano.

## Życiorys
Był inżynierem; wiele lat pracował w administracji miejskiej. Doczekał się ośmiorga dzieci, a także 25 wnucząt i 54 prawnucząt. We wrześniu 2005 ukończył 110 lat, a w czerwcu 2006, po śmierci Nijiro Tokudy, został najstarszym mężczyzną w Japonii. W styczniu 2007 został uznany za najstarszego żyjącego mężczyznę na świecie; jego poprzednik, Portorykańczyk Emiliano Mercado del Toro (uważany zarazem za najstarszego człowieka na świecie), był starszy o ponad cztery lata. W dniu 112. urodzin powiedział, że chce żyć wiecznie i nie chce umierać. Niezwykle długo cieszył się znakomitym zdrowiem.
W Japonii był trzecim najstarszym człowiekiem (po Kamie Chinen i Chiyo Shiraishi). Oprócz Japonek starsze od niego były jeszcze cztery kobiety, więc Tanabe w chwili śmierci zajmował siódme miejsce na liście najstarszych żyjących ludzi na świecie.
Zmarł w swoim domu we śnie z powodu niewydolności serca. Miał 113 lat i 274 dni. Po jego śmierci najstarszym żyjącym mężczyzną został brytyjski weteran I wojny światowej Henry Allingham.